# 漢口輪貨船大火

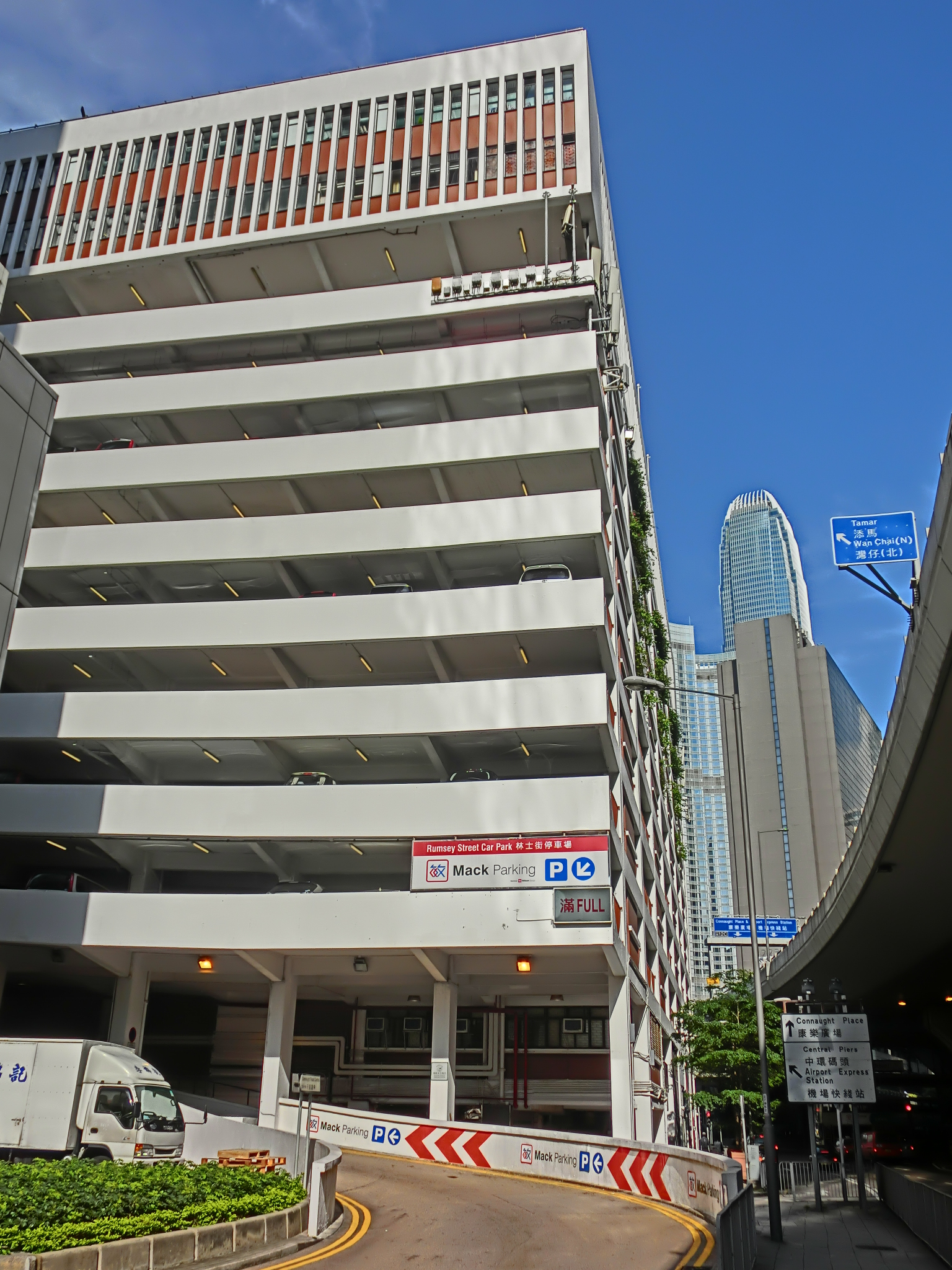
出事位置現為林士街多層停車場

漢口輪貨船大火指英國貨船「漢口輪」在1906年10月14日於香港上環省港碼頭停泊時所發生的大火，事故引致111人死亡，整艘船被焚毀。
「1906年10月13日凌晨3時，載有貨物及約2,000名中國乘客的漢口輪駛到香港。船上部分歐洲籍乘客在船隻停靠上環碼頭時先行登岸，大部分留在船上的中國乘客則在房內和甲板上睡覺。在毫無預兆的情況下，該船船尾突然起火，大副隨即報告船長，並立刻採取滅火措施，可是疏散乘客時為時已晚。大火約六小時後才被撲滅，船身燒至剩下骨架，事件最終導致 111人死亡。」.